# 小行星4016
小行星4016（4016 Sambre）是一颗围绕太阳公转的小行星。1979年12月15日，亨利·德波鸿诺、埃德加·蘭赫爾·內托在拉西拉天文台发现了此天体。
这颗小行星的绝对星等为35.90358等。